# Oruza lathraea
Oruza lathraea är en fjärilsart som beskrevs av Holland 1894. Oruza lathraea ingår i släktet Oruza och familjen nattflyn. Inga underarter finns listade i Catalogue of Life.